# Viện nghiên cứu không gian quốc gia

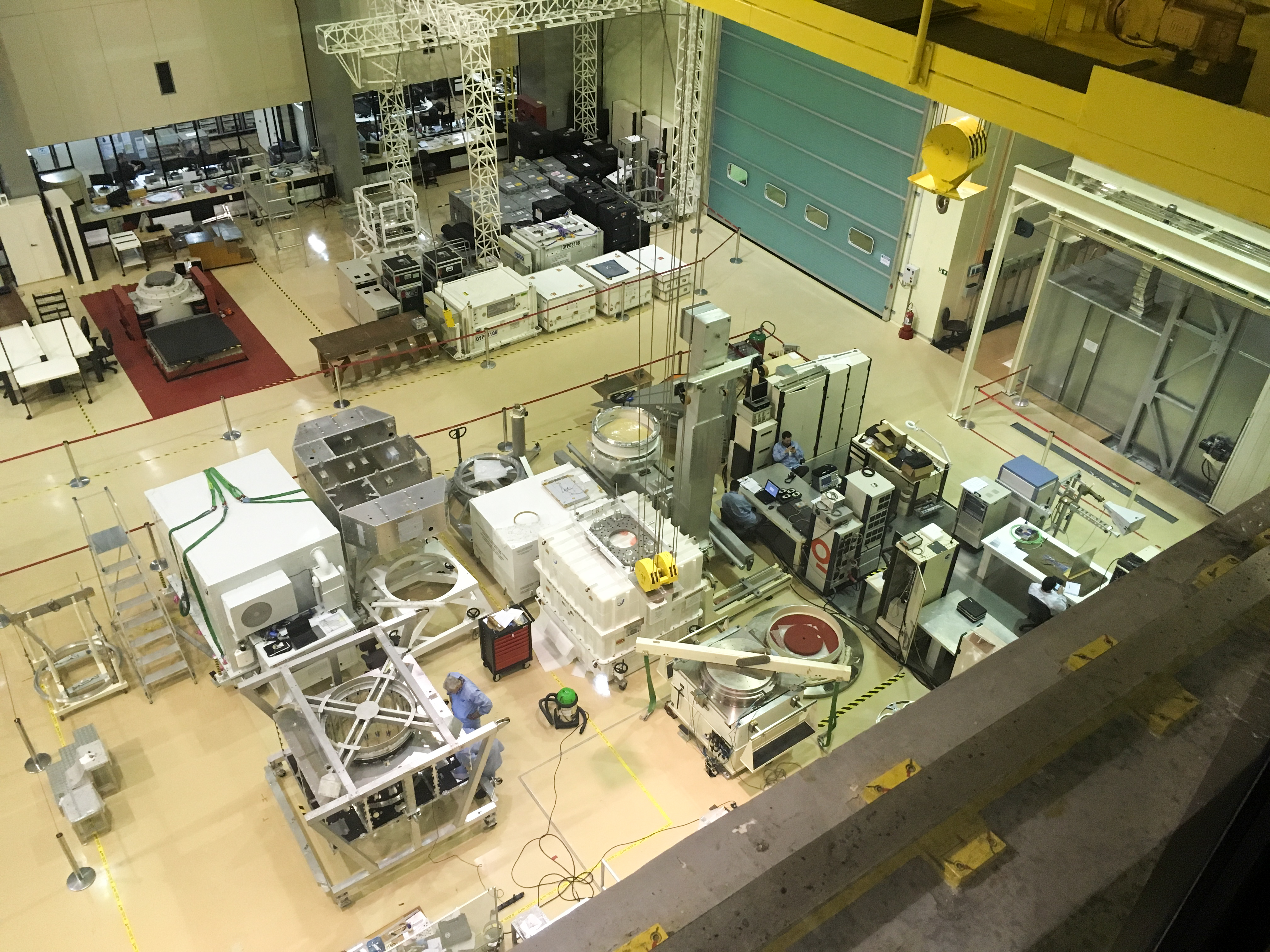
Một phần của cơ sở thử nghiệm vệ tinh tại INPE

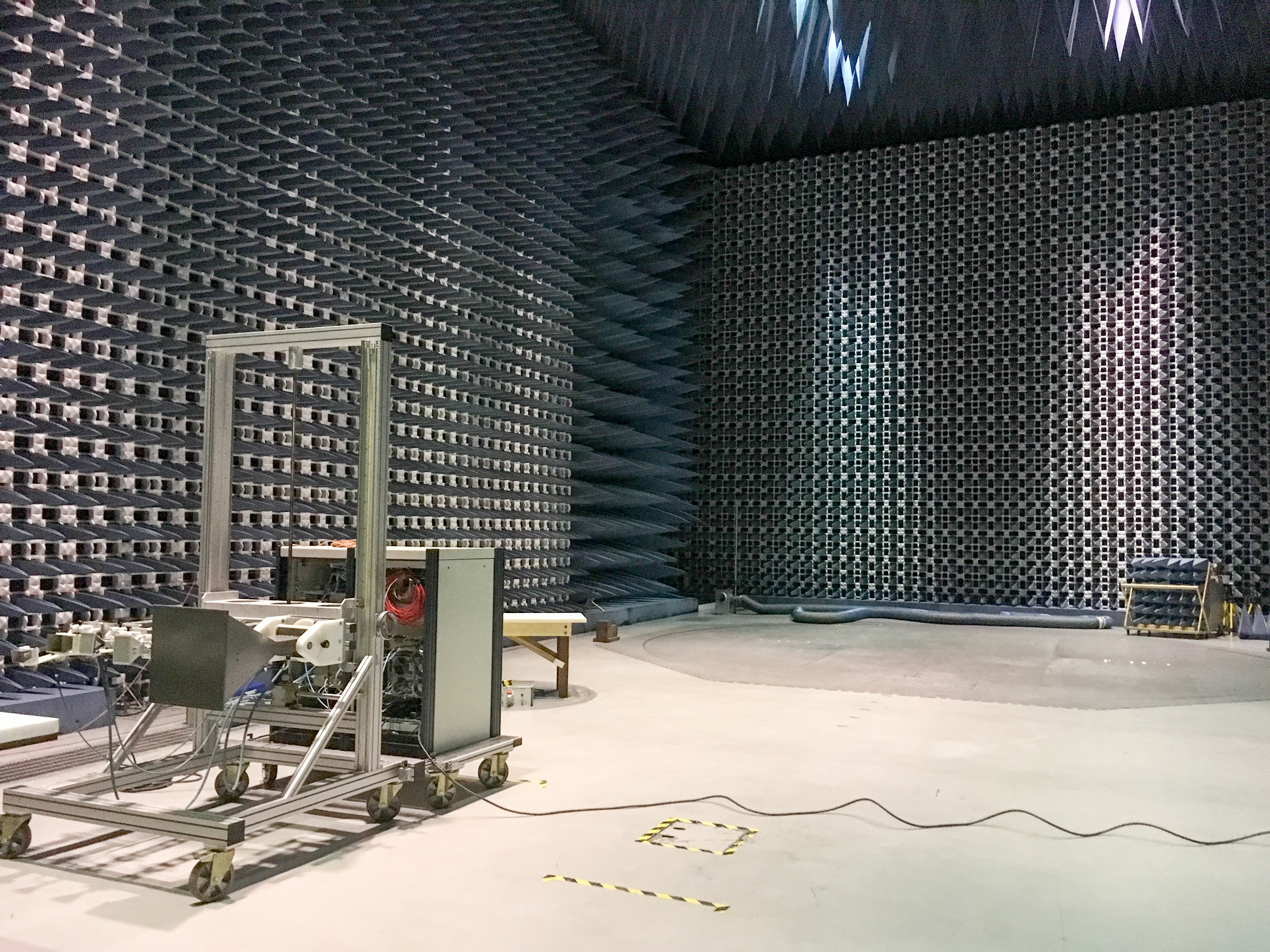
Một buồng không phản xạ tại INPE

Viện nghiên cứu không gian quốc gia (Bồ Đào Nha: Acaduto Nacional de Pesquisas Espaciais, INPE) là một đơn vị nghiên cứu của Bộ Khoa học, Công nghệ và Sáng tạo Brazil, với mục tiêu chính là thúc đẩy nghiên cứu khoa học và ứng dụng công nghệ và nhân sự đủ điều kiện trong lĩnh vực vũ trụ và khoa học khí quyển, kỹ thuật vũ trụ và công nghệ vũ trụ. Trong khi INPE là trung tâm nghiên cứu dân sự cho các hoạt động hàng không vũ trụ, Bộ Tư lệnh Công nghệ Hàng không Vũ trụ Brazil là quân đội. INPE nằm ở thành phố São José dos Campos, São Paulo.
Viện cũng tiến hành nghiên cứu trong lĩnh vực hợp hạch hạt nhân, đã thiết kế và xây dựng Thí nghiệm Tokamak hình cầu), một tokamak (lò phản ứng nhiệt hạch thử nghiệm) là một trong ba thiết bị như vậy ở Brazil.

## Lịch sử
Ngày 3 tháng 8 năm 1961, Tổng thống Jânio Quadros đã ký một sắc lệnh tạo ra Tổ chức cho Ủy ban Quốc gia về Hoạt động Vũ trụ (COGNAE). Nhóm này sẽ làm phát sinh Viện nghiên cứu không gian quốc gia hiện tại.
COGNAE, ngay sau khi được gọi là CNAE, đã bắt đầu các hoạt động của mình bằng cách kích thích, phối hợp và hỗ trợ các nghiên cứu về các lĩnh vực liên quan đến không gian, bên cạnh việc tạo ra một nhóm các nhà nghiên cứu lành nghề và thiết lập hợp tác với các quốc gia hàng đầu trong khu vực vũ trụ.
Ban đầu, chương trình nghiên cứu được phát triển thông qua các phòng thí nghiệm của nó tại São José dos Campos - vẫn là cơ sở chính ngày nay. Các nghiên cứu bao gồm tầng điện ly phát ra trong bầu khí quyển phía trên thông qua các thiết bị đặt trên mặt đất và chủ yếu thông qua tải trọng tên lửa khoa học được phóng từ Barrier of Hell Launch Center, gần Natal.
Vào ngày 22 tháng 4 năm 1971, Viện nghiên cứu không gian quốc gia (INPE) đã được thành lập, trực thuộc Hội đồng nghiên cứu quốc gia (CNPq). Giám đốc đầu tiên của ông là kỹ sư điện tử Fernando de Mendonça. INPE sẽ là cơ quan điều hành dân sự chính cho phát triển nghiên cứu vũ trụ theo chỉ thị của Ủy ban Hoạt động Vũ trụ Brazil (COBAE), một cơ quan tư vấn cho Tổng thống.
Cho đến giữa những năm bảy mươi, các dự án chính do INPE thực hiện bao gồm việc sử dụng khí tượng, truyền thông và vệ tinh quan sát trái đất s. Điều này gây ra các dự án khác như:
- MESA - tiếp nhận và giải thích các hình ảnh vệ tinh khí tượng;
- SERE - sử dụng kỹ thuật vệ tinh viễn thám và giám sát tài nguyên trái đất máy bay
- SACI - đã cải thiện hệ thống giáo dục thông qua phát sóng, sử dụng địa tĩnh vệ tinh truyền thông.

INPE bước vào một kỷ nguyên mới khi chính phủ Brazil phê duyệt Nhiệm vụ không gian hoàn chỉnh của Brazil (MECB) vào cuối những năm 1970. Viện, bên cạnh nghiên cứu và ứng dụng, đã bắt đầu phát triển công nghệ vũ trụ cho các nhu cầu cụ thể, cần thiết cho một đất nước có kích thước lục địa với những khu vực rộng lớn không có người ở.